# لن کرومپتون
لن کرومپتون (انگلیسی: Len Crompton; ۲۶ مارس ۱۹۰۲ – 1966) بازیکن فوتبال اهل بریتانیا بود.
از باشگاه‌هایی که در آن بازی کرده‌است می‌توان به باشگاه فوتبال بارنزلی، باشگاه فوتبال بلکپول، باشگاه فوتبال روچدیل، باشگاه فوتبال نوریچ سیتی، و باشگاه فوتبال لانکستر اشاره کرد.